# Flint Spirits
Flint Spirits byl profesionální americký klub ledního hokeje, který sídlil ve Flintu ve státě Michigan. V letech 1985–1990 působil v profesionální soutěži International Hockey League. Spirits ve své poslední sezóně v IHL skončily ve čtvrtfinále play-off. Své domácí zápasy odehrával v hale Dort Federal Credit Union Event Center s kapacitou 4 021 diváků. Klubové barvy byly červená, modrá a bílá.

## Přehled ligové účasti
Zdroj: 
- 1985–1990: International Hockey League (Východní divize)